# Église Notre-Dame de Corbreuse
L'église Notre-Dame de Corbreuse est une église paroissiale catholique, dédiée à Notre Dame, située dans la commune française de Corbreuse et le département de l'Essonne.

## Historique
La construction de l'église  du village est datée des XIIe siècle-XIIIe siècle.
L'édifice fait l'objet de prédations lors de la Guerre de Cent Ans et lors de la Fronde.
Une nouvelle cloche remplace celle de 1737 qui était fêlée en 1933.
Depuis un arrêté du 2 décembre 1950, l'église est inscrite au titre des monuments historiques.

## Description
L'église conserve un retable baroque du XVIIIe siècle avec un tableau figurant l'Assomption de la Vierge.
L'édifice conserve un vitrail de 1901 représentant Saint Roch.

## Pour approfondir